# Usina Nuclear de Hanbit
A Usina Nuclear de Hanbit é uma grande estação de energia nuclear na província de Jeollanam da Coreia do Sul. A instalação é executado com uma capacidade instalada de 5,875 MW. A estação de energia é atualmente classificado como a quinto maior estação de energia nuclear no mundo. O nome da usina foi alterado de Yeonggwang para Hanbit em 2013, a pedido dos pescadores locais.
Todas as unidades de Hanbit são do tipo Reator de Água Pressurizada (PWR) . Unidade 1 e Unidade-2 são reatores projetados pela Westinghouse com 3 ciclos; os principais componentes foram provenientes de empresas estrangeiras, enquanto que componentes auxiliares e a construção do local foram feitos pela Coreia do Sul. Unidade-3 e Unidade-4 são reatores System 80 de 2 ciclos da Combustion Engineering (C-E) com os principais componentes e construção sendo feitos pela Coreia do Sul ao abrigo de um acordo de transferência de tecnologia. A Unidade-5 e Unidade-6 são baseados na unidade 3 da Usina Nuclear de Ulchin (agora Hanul), são reatores OPR-1000, o projeto padrão de reatores nucleares sul-coreanos.
| Unidade  | Tipo     | Capacidade Líquida | Início da construção   | Em operação            | Notas |
| -------- | -------- | ------------------ | ---------------------- | ---------------------- | ----- |
| Hanbit-1 | WH F     | 959                | 04 de junho de 1981    | 25 de Agosto de 1986   | [ 4 ] |
| Hanbit-2 | WH F     | 958                | 10 de Dezembro de 1981 | 10 de Junho de 1987    | [ 5 ] |
| Hanbit-3 | OPR-1000 | 998                | 23 de Dezembro de 1989 | 31 de março de 1995    | [ 6 ] |
| Hanbit-4 | OPR-1000 | 997                | 26 de Maio de 1990,    | 01 de janeiro de 1996  | [ 7 ] |
| Hanbit-5 | OPR-1000 | 993                | 29 de Junho de 1997    | 21 de Maio de 2002     | [ 8 ] |
| Hanbit-6 | OPR-1000 | 993                | 20 de Novembro de 1997 | 24 de dezembro de 2002 | [ 9 ] |

## Incidentes
Em novembro de 2012, exames de segurança solicitados devido ao desastre nuclear de Fukushima Daiichi, revelaram que a partir de 2003, oito fornecedores tinham forjado certificados de qualidade para a entrega de 7.682 itens para a usina. Dos seis reatores da central, dois foram afetados por mais de 5.000 dessas partes e consequentemente foram desligados, por cerca de oito semanas. De acordo com a agência de notícias Yonhap, o incidente provavelmente prejudicou seriamente a confiança nos reatores sul-coreanos e, portanto, poderia impedir a exportação dos reatores nacionais. O Ministro Sul-coreano de Negócios, Indústria e e Tecnologia Hong Suk-woo respondeu que "o governo planeja aumentar ainda mais os seus esforços para a exportação de reatores nucleares. Neste sentido, o governo irá fornecer rapidamente todas as informações necessárias e precisas, além de fatos detalhados para futuros compradores estrangeiros para se certificar de que não aja um único resquício de dúvida, sobre a segurança dos reatores da central nuclear".